# SerenityOS
SerenityOS je bezplatný a otevřený projekt operačního systému, jehož vývoj zahájil Andreas Kling. Lze jej také označit jako operační systém pro nadšence. Projekt je provozován na webové službě GitHub a je popisován jako produkt, který je primárně určen pro technické uživatele.

## Funkce
Jedná se o Unix-like operační systém, který používá GUI, které vypadá jako z 90. let.
Základní vlastnosti jsou:
- moderní 64-bitové jádro
- prohlížeč podporující JavaScript, WebAssembly a další.
- systémové služby jako jsou (WindowServer, LoginServer, AudioServer, WebServer, RequestServer, CrashServer)
- POSIX-like virtuální systémové soubory (/proc, /dev, /sys, /tmp, ...) a ext2 systémový soubor.
- protokolový zásobník a aplikace s podporou protokolů IPv4, TCP/IP, UDP, DNS, HTTP, Gemini, IMAP, NTP.
- podpora pro řadu souborových formátů (PNG, JPEG, GIF, MP3, WAV, FLAC, ZIP, TAR, PDF, QOI, Gemini, a další).
- Hry (pasiáns, hledání min, 2048, šachy, conway's Game of Life, a další).
- aplikace a utility jako (tabulkový procesor, textový editor, příkazový řádek, grafický editor PixelPaint, několik multimediálních prohlížečů a přehrávačů, mailový klient, kalkulačka a další).[5]

## Historie
Vývojář Andreas Kling původně pracoval ve společnosti Nokia a později přešel do společnosti Apple kde se podílel na vývoji jádra prohlížeče WebKit. V roce 2021 začal se plně věnovat vývoji SerenityOS podporován z darů komunity. V červnu 2024 odstoupil z pozice vedoucího vývojáře tohoto produktu, aby se mohl plně věnovat webovému prohlížeči Ladybird, který se stal součástí tohoto operačního systému.

## Přijetí veřejností
Jim Salter z Ars Technica považuje souborový systém za svou nejméně oblíbenou vlastnost tohoto operačního systému. Ve srovnání s TempleOS bylo Serenity přístupnější. Méně technicky zdatným uživatelům místo něj však doporučil Chicago95 nebo Redmond Project.